# Рада Гамелан
Рада Gamelan — Азійсько-Тихоокеанський центр громадської охорони здоров'я, мікрофінансування та розвитку (Gamelan Counsil) — міжнародна неурядова неприбуткова ініціатива, спрямована на задоволення потреб громадської охорони здоров'я, мікрофінансування та міжнародного розвитку громад у Тихоокеанському регіоні та навколо нього. Для цих цілей Рада Гамелана розглядає Азійсько-Тихоокеанський регіон досить широко, як і АТЕС; стверджується, що в охоплених юрисдикціях проживає приблизно 65 % населення світу. Діяльність Ради, яка включає проведення досліджень, здійснення інвестицій, надання освіти та консультацій, координується централізовано.

## Історія
Гамеланська рада є відгалуженням Глобальної консалтингової групи (GCG), неприбуткової, позапартійної консалтингової фірми, створеної під егідою Глобальної студентської відповіді (GSR) і зосередженої на підтримці міжнародних зусиль у сфері розвитку, яка згодом була розформована. Оскільки зусилля GCG стали більш географічно зосереджені на Азійсько-Тихоокеанському регіоні, а тематично — на питаннях розвитку громадського здоров'я та мікрофінансування, було створено Раду Гамелана, щоб зосередитися саме на цих сферах.
Назва організації — це поєднання індонезійського слова, що означає музичний ансамбль, «Гамелан», та англійського слова, що означає ритуал корінних американців, спрямований на зміцнення громади, «Рада» (той самий термін, що зазвичай використовується для позначення групи осіб, які надають поради та консультації). Ці два терміни відображають мету Ради Гамеланів — гармонійне об'єднання сил та ідей, що впливають на сфери, на яких Рада Гамеланів зосереджує свої зусилля.